# Гаральд II (король Норвегії)
Гаральд II  (норв. Harald Gråfell; д/н — 970) — король Норвегії з 961 до 970 року. Походив з династії Інглінгів.

## Життєпис
Був сином Ейріка I, короля Норвегії, та Гуннгільди, доньки короля Горма Старого. Про молоді роки його мало відомостей. Після смерті батька у 954 році намагався захопити владу у країні, проте марно. Він втік до свого діда до Данії. У 955 році зібравши військо Гаральд зробив ще одну спробу відняти корону у Гокона I, короля Норвегії, але у битві при Растаркалві був розбитий. Після цього Гаральд повертається до Данії. Тут він чекав слушної нагоди знову почати боротьбу за владу у Норвегії. Скориставшись падінням популярності Гокона I за намір впровадити християнство, Гаральд у 961 році починає нову війну. Цього разу він розбив війська свого супротивника у битві при Фіт'ярі, під час якої загинув й Гокон I.
Ставши королем, Гаральд II визнав васальну залежність від Гаральда I, короля Данії. Після цього почав боротися за владу над усією країною, адже спочатку Гаральд II володарював лише у східній Норвегії. Поступово знищуючи могутніх гевдингів, в першу чергу Сігурда Гоконсона, Трюггве Олафсона, Гудреда Бьєрсона, Гаральд II зумів підкорити більшість Норвегії.
Водночас для поповнення своєї скарбниці Гаральд II почав впроваджувати нові податки, а також здійснив декілька морських загарбницьких походів. Особливо успішною була військова кампанія до Беармії. Значні кошти, здобуті таким чином, допомогли Гаральду II збільшити свою дружину. Відчуваючи себе більш могутнім, король Гаральд перестав себе вважати данським васалом.
Все це викликало незадоволення королем Гаральдом. Тому виникла змова, під час якої у Галсі (Лімфйорд) Гаральда II було вбито Гоконом Сігурдсоном, ярлом Хладіра та сином Сігурда Гоконсона. Після цього Норвегія підпала під владу Гаральда I Данського.